# Христос Стилианидис
Христос Стилианидис (на гръцки: Χρήστος Στυλιανίδης) е политик от партията Демократически съюз в Кипър.
Роден е на 26 юни 1958 година в Никозия в семейството на собственик на магазин. През 1984 година завършва „Дентална хирургия“ в Солунския университет „Аристотел“, след което работи по специалността си.
В средата на 1990-те години се включва в обществения живот като активен привърженик на европейската интеграция на страната. През 1998 – 1999 и 2013 – 2014 година е говорител на правителството, а през 2006 – 2013 година е депутат.
През 2014 година става еврокомисар за хуманитарната помощ и управлението на кризи в Комисията „Юнкер“.